# 第148師団 (日本軍)
第148師団（だいひゃくよんじゅうはちしだん）は、大日本帝国陸軍の師団の一つ。

## 沿革
1945年（昭和20年）に入り、関東軍は南方へ兵力の過半数を引き抜かれていたが満州居留邦人15万名、在郷軍人25万名を「根こそぎ動員」、さらに中国戦線から4個歩兵師団を戻してなんとか74万人の兵員を調達した。さらに以前関東軍特種演習により本土から輸送させた戦車200輌、航空機200機、火砲1000門も健在であった。しかし兵員の半数以上は訓練不足、日ソ中立条約違反を想定していなかった関東軍首脳部の混乱、物質不足（砲弾は約1200発ほどで、航空部隊のほとんどが戦闘未経験者。また小銃が行き渡らない兵士だけでも10万名以上）のため事実上の戦力は30万名程度だったといわれている。
第148師団は、同年7月の「根こそぎ動員」の際に編成された師団の一つである。同時に第134・第135・第136・第137・第138・第139・第149師団が編成された。軍令陸甲第106号下令により、満洲国吉林省新京特別市において第30軍司令官を編成管理官として、警備司令部、兵站警備隊の復帰人員、在満各部隊からの転属者、在満召集者を以って編成業務に入り8月初旬兵器未充足ならびに欠員多数のまま編成を完結するとともに第30軍戦闘序列に編入された。
歩兵連隊長2名は欠員で大隊長要員を充て、兵器は小銃・銃剣が殆どなく、輜重兵連隊は保有自動車がないため新京駐屯の部隊から受領した自動貨車（トラック）数輌で物資輸送を行なった。師団各部隊は編成地にて待機していたが、8月9日ソ連軍満洲侵入の報に伴い、迎撃するために移動し吉林街道（新京の南東方面）を挟む丘陵地帯にて陣地構築に従事した。翌10日関東軍総司令官臨時動員下令により師団後方部隊の編成業務を開始。在新京の日満諸部隊を師団長指揮下に入れ、要域に配備する措置をとった。
同月15日停戦の大詔により満洲国軍官学校部隊の満洲人の一部による叛乱が発生したことから、師団長は新京市内の治安維持に任じるように部署した。また、編成中の部隊は未完のまま中止となった。同月20日から22日にかけ師団主力は市内にてソ連軍の武装解除を受け、9月12日までにソ連領へ連行された。

## 師団概要

### 歴代師団長
- 末光元広 中将：1945年（昭和20年）7月16日 - 終戦

### 参謀長
- 坂元昵 大佐：1945年（昭和20年）7月16日 - 終戦[1]

### 最終司令部構成
- 参謀長：坂元眤大佐
  - 参謀：丸岡茂雄中佐
  - 参謀：岩佐義忠少佐
- 高級副官：高田登少佐

### 最終所属部隊
- 歩兵第383連隊（満洲）：鈴元親三千大佐
- 歩兵第384連隊（満洲）：坂田英少佐
- 歩兵第385連隊（満洲）：加賀田作少佐
- 野砲兵第148連隊
- 工兵第148連隊
- 輜重兵第148連隊
- 第148師団挺進大隊
- 第148師団通信隊
- 第148師団兵器勤務隊
- 第148師団病馬廠